# 第13回全国障害者スポーツ大会
第13回全国障害者スポーツ大会（だい13かいぜんこくしょうがいしゃスポーツたいかい）は、2013年（平成25年）に東京都で開催された全国障害者スポーツ大会。大会愛称は直前に開催される第68回国民体育大会と共通で「スポーツ祭東京2013」。国民体育大会と全国障害者スポーツ大会の愛称が同一名称で開催されるのは初めてである。
マスコットキャラクターも国民体育大会と共通の「ゆりーと」。

## 実施競技
2010年7月29日発表分、公式競技のみ
| 種目                                | 障害種別                   | 会場地   | 会場                                     |
| ----------------------------------- | -------------------------- | -------- | ---------------------------------------- |
| 陸上競技                            | 身体障害 知的障害          | 調布市   | 東京スタジアム                           |
| 水泳                                | 身体障害 知的障害          | 江東区   | 東京辰巳国際水泳場                       |
| アーチェリー                        | 身体障害                   | 三鷹市   | 三鷹市大沢総合グラウンド特設会場         |
| 卓球 (サウンドテーブルテニスを含む) | 身体障害 知的障害          | 世田谷区 | 駒沢オリンピック公園総合運動場体育館     |
| フライングディスク                  | 身体障害 知的障害          | 世田谷区 | 駒沢オリンピック公園総合運動場陸上競技場 |
| ボウリング                          | 知的障害                   | 調布市   | 調布スポーツセンター                     |
| バスケットボール                    | 知的障害                   | 渋谷区   | 東京体育館                               |
| 車椅子バスケットボール              | 身体障害                   | 渋谷区   | 東京体育館                               |
| ソフトボール                        | 身体障害                   | 練馬区   | 東京都立光が丘公園野球場                 |
| グランドソフトボール                | 身体障害                   | 武蔵野市 | 東京都立武蔵野中央公園スポーツ広場       |
| バレーボール                        | 身体障害 知的障害 精神障害 | 渋谷区   | 国立代々木競技場第一・第二体育館         |
| サッカー                            | 知的障害                   | 府中市   | 朝日サッカー場                           |
| フットベースボール                  | 知的障害                   | 練馬区   | 東京都立光が丘公園野球場                 |